# فيرسه مير

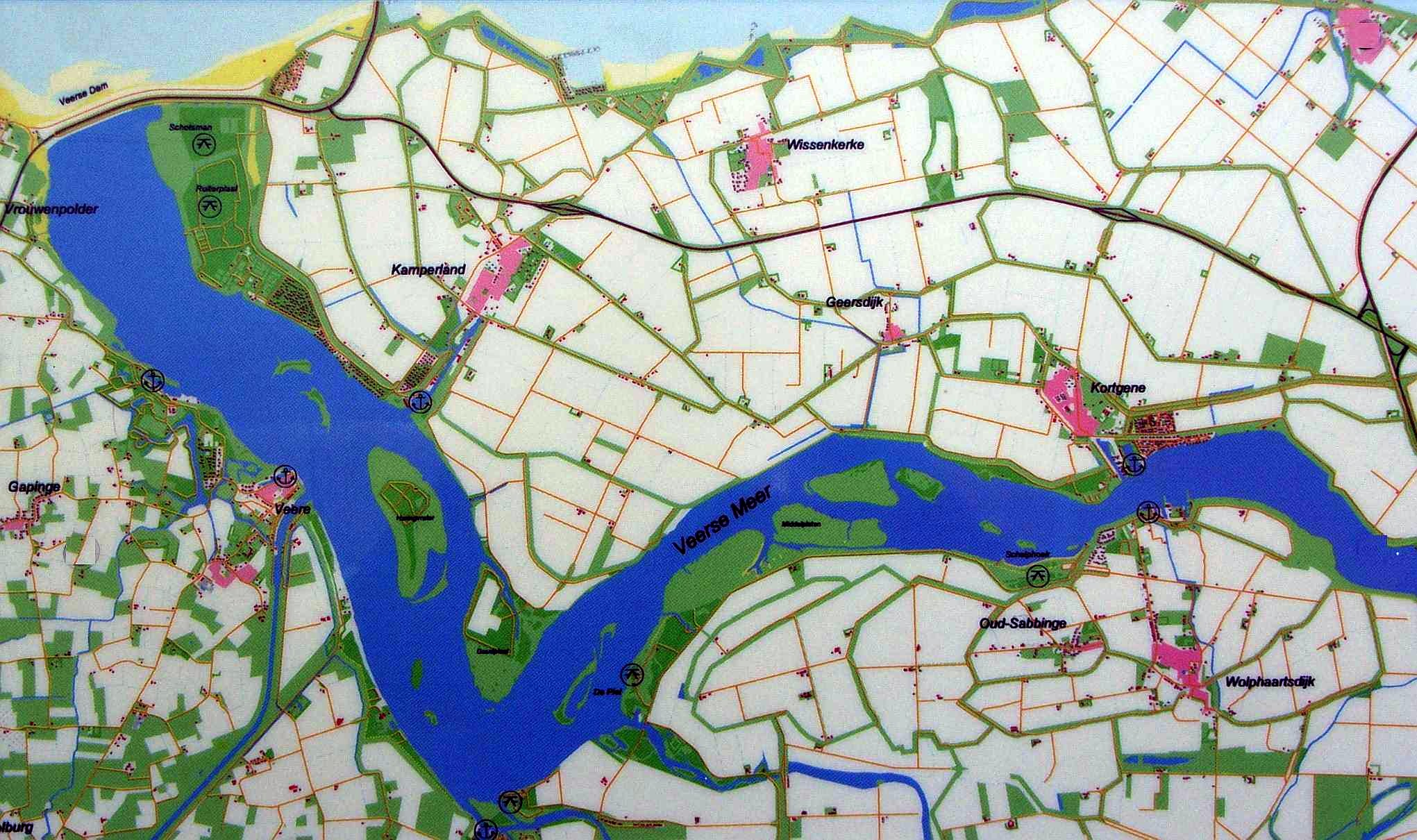
منظر لفيرسه مير

فيرسه مير (بحيرة فيره) هي بحيرة شاطئة بمقاطعة زيلند، هولندا. انفصلت من بحر الشمال عام 1961 بسبب نظم سدود أعمال الدلتا.